# Airaines (Fluss)
Die Airaines (frz.: Rivière d’Airaines, im Oberlauf: Ruisseau d’Airaines) ist ein kleiner Fluss in Frankreich, der im Département Somme in der Region Hauts-de-France verläuft. Sie entspringt an der Gemeindegrenze von Métigny und Laleu, fließt in generell nördlicher Richtung und mündet nach einem Lauf von rund 13 Kilometern an der Gemeindegrenze von Longpré-les-Corps-Saints und Condé-Folie als linker Nebenfluss in die kanalisierte Somme.

## Orte am Fluss
(Reihenfolge in Fließrichtung)
- Métigny
- Airaines
- Bettencourt-Rivière
- Longpré-les-Corps-Saints

## Hydrographie
Die Breite des Flüsschens beträgt 3 bis 4 m. Der Gewässerausbau wird vom Syndicat Intercommunal d’Aménagement de la Vallée de l’Airaines betrieben.
Zuflüsse der Airaines sind:
- Tailly (2,4 km)
- Nitrolac (0,2 km)
- Dreuil (8,8 km)
- Eauette (0,6 km)